# Mariano Matamoros
Mariano Antonio Matamoros y Guridi (Ciudad de México, Nueva España, 14 de agosto de 1770 - Valladolid, 3 de febrero de 1814) fue un sacerdote y Militar mexicano que participó en la guerra de Independencia de México.

## Fecha de nacimiento

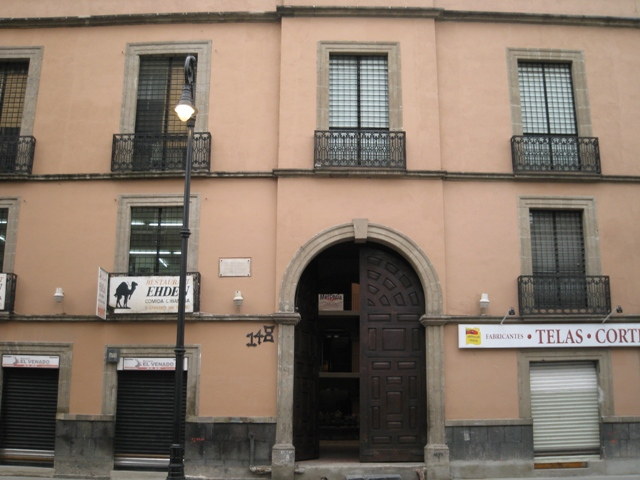
Casa donde nació Mariano Matamoros en el barrio de la Merced

Nació en la Ciudad de México el 14 de agosto de 1770. Pasó su infancia en Ixtacuixtla, Tlaxcala. En la Ciudad de México se graduó de bachiller en arte en 1786 y bachiller en teología en 1789. Previó a su representatividad como sacerdote, realizó sus estudios en el Real Seminario de Tepotzotlán, el Seminario Conciliar de la Ciudad de México y en la Real y Pontificia Universidad de México. Fue ordenado sacerdote el 12 de marzo de 1796, y ofició su primera misa en la parroquia de Santa Ana en la Ciudad de México. 
En 1799 es asignado como vicario de la Parroquia de la Asunción de Pachuca; la presencia de Matamoros, abarca del 4 de abril de 1799 al 10 de noviembre de 1801, y estuvo bajo las órdenes del cura párroco Mariano Iturría Ipazaguirre.
En 1806 fue párroco por ocho meses de la iglesia Santa Catarina de Alejandría en el pueblo de "Santa Catarina Mártir de Axtla " nombre que le habían dado los Franciscanos, siendo hoy conocido como Santa Ana Axtla de Terrazas, S.L.P , situado en el corazón de la Huasteca Potosina, conformando uno de los 58 municipios del Estado Potosino. Después fue asignado a otras parroquias, como la del Sagrario Metropolitano, la Misión de Landa (cuyo municipio es hoy llamado en su honor Landa de Matamoros, en el Estado de Querétaro) y la de Jantetelco en el actual Estado de Morelos, donde comenzó a ejercer su ministerio sacerdotal a partir de 1808.

## Guerra de independencia

### En Izúcar
Mientras ejercía como párroco de Jantetelco, se le acusó de simpatizar con las ideas de los criollos en favor de la independencia, razón por la cual fue denunciado a las autoridades españolas poco antes de que diera comienzo la guerra. Pudo escapar para integrarse en Izúcar a las filas insurgentes del cura José María Morelos y Pavón, el 16 de diciembre  de 1811.
La relación entre Morelos y Matamoros se fue dando rápidamente al punto de que inmediatamente requiriera sus conocimientos como militar, a lo cual Morelos lo nombró coronel de su estado mayor y le encomendó la formación de su propio cuerpo militar. Con los habitantes de Jantetelco y el poblado de Tepalcingo, que  se calcula mando a más tropas que toda la región completa, además de lugares aledaños, Matamoros construyó su ejército con una notable disciplina militar apoyado por Manuel Mier y Terán quien contaba con experiencia en la fabricación de pólvora y fusiles y logrando organizar cuatro regimientos, el de Infantería del Carmen a cargo del capitán Mariano Ramírez, el de Caballería de San Luis comandada por José Antonio Couto e Ibea, el de Caballería de San Ignacio a cargo del capitán Ignacio Cuéllar y el Dragones de San Pedro conducidos por el propio Matamoros. Dotó a su ejército además de un estandarte conocido como «Morir por la inmunidad eclesiástica», el cual reflejaba su pensamiento político y religioso; en total las fuerzas que reunió fueron dos mil hombres.
Sus primeras acciones de guerra con un mando independiente fueron en Tecualoya y Tenancingo. Acompañó a Morelos en el sitio de Cuautla del 9 de febrero al 2 de mayo de 1812. El 19 de febrero con la llegada de Calleja y sus tropas, su único propósito en Cuautla fue el vencer a los insurgentes, de manera que impidieron por afuera el acceso a víveres a todos los rebeldes. Mediante las órdenes del Coronel Perdiz mando a Matamoros a poder intentar la entrada de un convoy procedente de Cuernavaca para poder acceder a los víveres que requerían para seguir con la lucha. Para la noche de 21 de abril, Matamoros rompió el cerco y pudo reunirse en Ocuituco con Miguel Bravo, para regresar con víveres a Cuautla, pero fueron emboscados por las tropas de Calleja y derrotados en Amelcingo y Tlacalque debido a una delación.
Una vez roto el cerco por las tropas insurgentes, se unió a Morelos en Chiautla y en seguida regresó a Izúcar, donde contó con la ayuda de Manuel Mier y Terán para reorganizar sus tropas. Participó en la toma de Oaxaca el 25 de noviembre de 1812, junto a Nicolás Bravo, Hermenegildo Galeana, Guadalupe Victoria y Morelos.

### Batalla de La Chincúa y ascensos militares
Acabado de organizar los montados caños con la ayuda de Don Manuel Terán, emprende su viaje a Tehuacán, en donde Morelos decide nombrarlo su mano derecha o el segundo, mandándolo así a ir inmediatamente a Oaxaca pues se encontraban en un posible ataque por el que tenían que controlar. A su llegada en el Carmen pudo observar la resistencia opositora de la cual tomo como prisionero al Comandante Régules, finalmente concluyendo así la victoria de Morelos.
Debido a esto Mariano fue encomendado nuevamente  en enero de 1813 a atacar las tropas en Oaxaca que se, por parte del  Capitán General de Guatemala. De manera que Matamoros nuevamente contraatacó el 19 de abril de 1813 . Tras ser enviado por Morelos a cruzar el Istmo de Tehuantepec y enfrentarse y derrotar al regimiento guatemalteco de Dambrini obtuvo el grado de teniente general en la denominada Batalla de La Chincúa. En esta batalla fue también herido en el muslo izquierdo de acuerdo a algunas fuentes y fue la única confrontación militar que se dio durante toda la Guerra de independencia en el Estado de Chiapas sin que tuviera mayor influencia sobre la Capitanía General de Guatemala quienes temían que la guerra se extendiera a esta región.  Finalmente Matamoros obtuvo uno de sus mayores triunfos militares al derrotar al realista Manuel Dambrini en Tonalá, que entonces formaba parte de la Capitanía de Guatemala.Desde este lugar también envió una carta al obispo de Ciudad Real (hoy San Cristóbal de las Casas) para explicar el motivo de su lucha insurgente.
Por su gran desempeño como dirigente de tropas, el 28 de mayo, Matamoros realizó una entrada victoriosa en Oaxaca, con el único propósito de felicitar su desempeño como coronel, de manera que Morelos agradece por sus victorias y es reconoció la habilidad de Matamoros para la guerra, lo elevó al rango de Teniente General, su verdadera mano derecha, como lo llamaba.
Morelos nuevamente manda a  una expedición a Matamoros en el Izúcar, por lo que el 16 de agosto decide partir para ese rumbo, pero al llegar a Tehuhuicingo, se le informó que Nicolás Bravo se encontraba en peligro, de manera que rápidamente Matamoros decide ir en su auxilio, llegando así a Chalchicomula donde posteriormente no sería informado nuevamente de que Bravo ya se encontraba seguro. En el transcurso de su estancia en el lugar, determinó atacar un convoy que se encontraba en manos de los realistas que al igual que él se encontraban detenidos por los problemas del sitio. Estos realistas se encontraban dirigidos por el teniente coronel Manuel Martínez y del comandante Cándano. 
El batallón de Asturias recibieron un ataque del cual fue inevitable rendirse, por lo que no tuvieron otra opción que abandonar las armas, a lo que los llevaron como prisioneros, significando para los realistas una batalla, bastante catastrófica, no solo por un número grande de muertos; 215 muertos, sino también de un número de prisionero 318 de los cuales eran oficiales, así como la pérdida total del convoy, de manera que todos estos fueron enviados a San Andrés, mientras que Juan Cándano fue fusilado.

## Derrota y captura
El 23 de diciembre de 1813, Matamoros participó en un intento de toma de Valladolid, que resultó un desastre para el Ejército Insurgente, porque las tropas de Hermenegildo Galeana y de Nicolás Bravo fueron repelidas en varias ocasiones. Esa noche, los insurgentes se replegaron a las Lomas de Santa María, a las afueras de la ciudad, donde las tropas de Agustín de Iturbide y Ciriaco del Llano atravesaron la infantería insurgente y, tras causar un verdadero desastre, abandonaron el campo, dejando a los insurgentes que, confundidos por las sombras de la noche, se combatían entre sí.
Morelos ordenó a Matamoros trasladarse entonces con el resto del ejército insurgente a la hacienda de Puruarán, situada cerca de Valladolid, el 5 de enero de 1814, lo que resultó en otro desastre, pues tras la derrota, otra vez por las fuerzas de Iturbide, Matamoros intentó escapar cruzando un vado cercano sobre el río que baña la hacienda de Puruarán.
Fue capturado por un soldado dragón del batallón de Infantería de Frontera llamado Eusebio Rodríguez, que recibió del gobierno virreinal un premio de doscientos pesos y un ascenso a teniente por tan importante captura.

## Proceso y ejecución

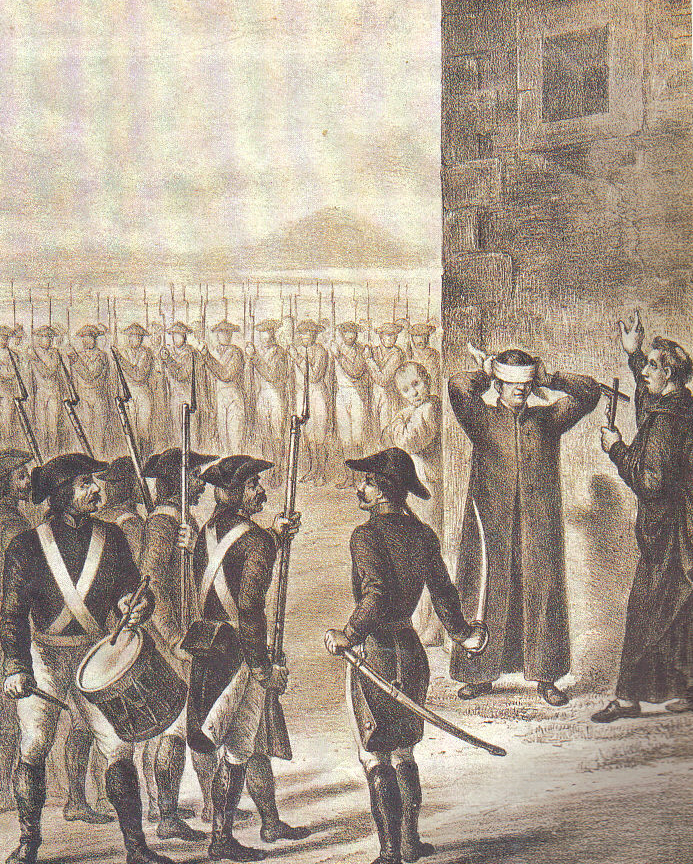
Fusilamiento de Matamoros en Valladolid el 3 de febrero de 1814.

Fue llevado preso a la cárcel clerical de la Inquisición en Valladolid (hoy Morelia), Morelos ofreció, desde Coyuca, al virrey Félix María Calleja, mediante un soldado español a quien liberó, la vida de doscientos prisioneros españoles a cambio de la libertad de Matamoros, pero ni así lo pudo recuperar. Entregado a las autoridades civiles y encontrado culpable de “traición” a Fernando VII. Fue ejecutado en el Portal del Ecce Homo (hoy Portal de Matamoros) de Valladolid el 3 de febrero de 1814, mientras las campanas de la Catedral tocaban agonías, lúgubre tañido que fue secundado por todas las iglesias de la ciudad. Fueron necesarias dos descargas del pelotón para acabar con su vida.

## La Inmunidad Eclesiástica
Posteriormente después de la desafortunada derrota que vivieron los insurgentes en Cuautla y la huida repentina de la misma, Matamoros se decide reunir con Morelos en Chiautla con la poca gente que todavía estaba a su mando, para posteriormente ir a Santa Clara a poder tener tiempo de ordenar su tropa para migrar a Izúcar a mediados de finales de junio. 
Debido a un comunicado el 25 de junio de 1812  que dispuso el Virrey Francisco Xavier Venegas con respecto a los levantamientos de los insurgentes eclesiásticos, desaprobaba tal apoyo como también desaforaba a todos aquellos quienes se vieran involucrados al movimiento. De manera que, al enterarse Matamoros de tal publicación, para demostrar que no existía vulnerabilidad a su regimiento, le dio el nombre del Apóstol San Pedro.
Mariano Matamoros mandó elaborar una bandera para su regimiento en el pueblo de Izúcar posiblemente diseñada por él mismo y de la cual no se conserva el original. Dicha bandera tenía un diseño similar a la bandera del doliente de Hidalgo con colores rojo y negro y en donde se podía leer la leyenda «Morir por la inmunidad eclesiástica» lo cual da nombre a esta bandera y refleja el pensamiento conservador respecto a la posición de la Iglesia católica en la Guerra de independencia, ya que las reformas borbónicas y la posterior invasión napoleónica a España así como las reformas liberales, habían menguado el poder de esta poderosa institución justificando Matamoros de esta forma su lucha al creer que se buscaba también la protección de la Iglesia frente a las reformas liberales.

## Honores
El 16 de septiembre de 1823, Matamoros fue honrado como Benemérito de la Patria. Sus restos fueron trasladados a la catedral metropolitana de la Ciudad de México ese mismo año y permanecieron ahí hasta 1925, año en que fueron colocados en el mausoleo de la Columna de la Independencia. El 30 de mayo de 2010 fueron exhumados con honores máximos y llevados al Museo Nacional de Historia (Castillo de Chapultepec) para su análisis y autentificación. En lo que hoy es el noreste de Tamaulipas, se encuentra la Villa del Refugio o Congregación de Nuestra Señora del Refugio a la que el 28 de enero de 1826 por el decreto número 12 se le concede el título de villa y el nombre se le cambia a Matamoros, como recuerdo para Mariano Matamoros.